# Myrmeleonostenus nigrimaculatus
Myrmeleonostenus nigrimaculatus är en stekelart som beskrevs av Jonathan 2000. Myrmeleonostenus nigrimaculatus ingår i släktet Myrmeleonostenus och familjen brokparasitsteklar. Inga underarter finns listade i Catalogue of Life.